# Dražovice
Dražovice (deutsch Dräswitz, früher Drazowitz, auch Draschowitz) ist eine Gemeinde in Tschechien. Sie liegt sieben Kilometer nordöstlich von Slavkov u Brna und gehört zum Okres Vyškov.

## Geographie
Dražovice befindet sich in den westlichen Ausläufern der Litenčická pahorkatina in der Quellmulde des Baches Dražovický potok. Nordöstlich erhebt sich der Lysovický kopec (Bandehügel, 323 m), im Osten der Větrník (Windberg, 394 m), südwestlich die Zadní díly (331 m) und im Westen die Malé Strany (312 m).
Nachbarorte sind Zvonovice im Norden, Lysovice und Kučerov im Nordosten, Kozlany und Bohaté Málkovice im Osten, Kojátky und Letonice im Südosten, Křižanovice im Süden, Němčany, Lutršték und Kroužecký Dvůr im Südwesten, Kroužek im Westen sowie Čechyně, Komořany und Podbřežice im Nordwesten.

## Geschichte

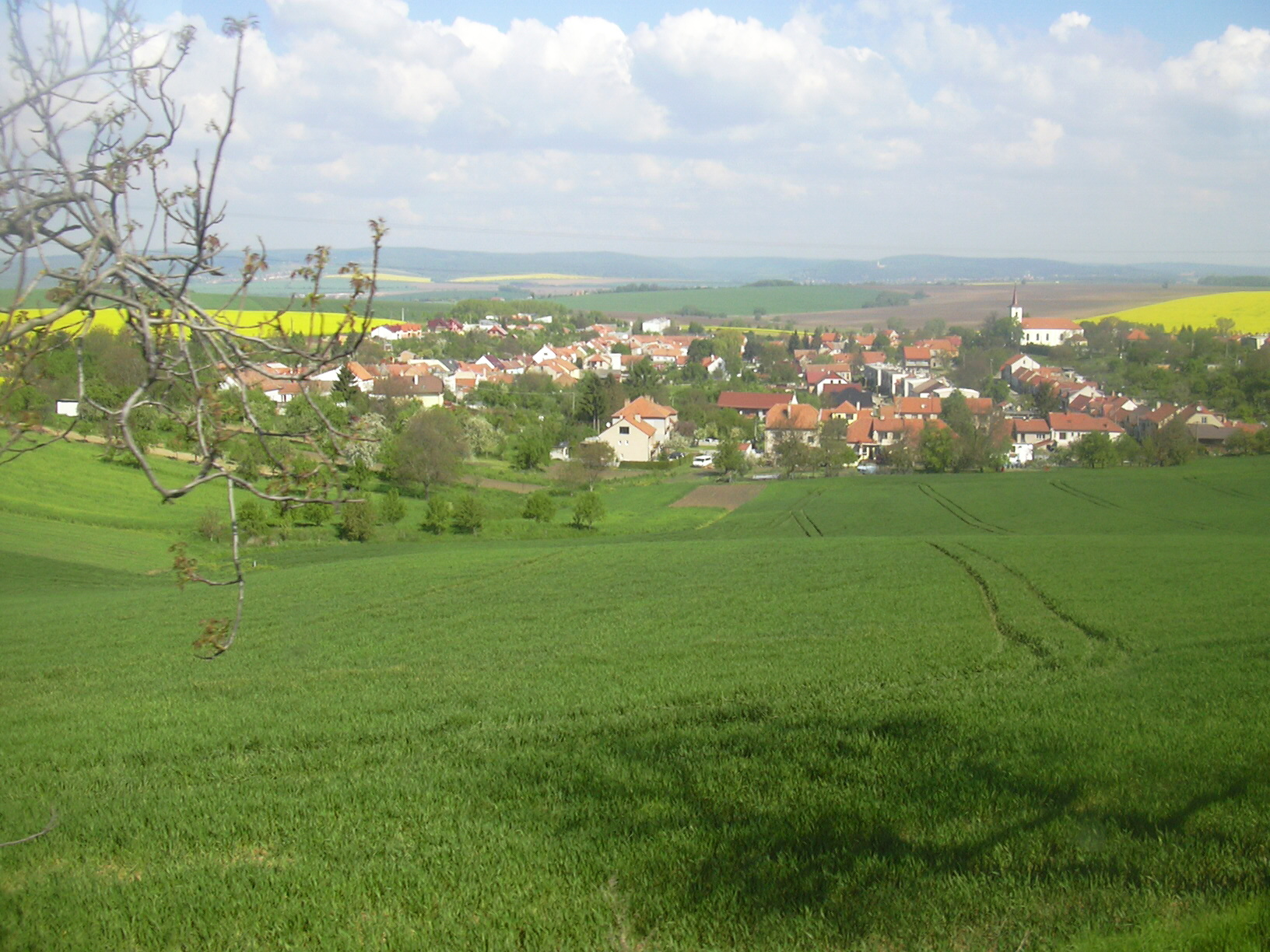
Blick vom Větrník über den Ort zu den Drahaner Bergen

Dražovice entstand an einem mittelalterlichen Handelsweg, der von Wien nach Polen führte. Der Ortsname leitet sich von einer Person namens Dražej her. Die erste urkundliche Erwähnung des Dorfes erfolgte in der Besitzübertragungsurkunde des Olmützer Bischofs Heinrich Zdik aus dem Jahre 1131 über sämtliche der Kirche St. Peter gehörigen Güter an den neu erbauten Wenzelsdom. Darin wurden die zum Pustimirer Gau gehörigen Güter Nemojany, Podivice und Rostěnice sowie Besitzungen in Vyškov, Dražovice, Hlubočany, Želeč, Křižanovice sowie das wüste Dorf Melice bei Pustimir genannt. Später stellte das Bistum Olmütz den Ort unter die Verwaltung der Burg Meilitz. Seit alters her lag Dražovice im Grenzgebiet des Bistums mit verschiedenen Herrschaften, bis 1946 waren in der Umgebung des Dorfes eine Vielzahl von Grenzsteinen mit der Mitra erhalten. Nachdem Podbřežice 1755 in den Besitz des Olmützer Kapitels übergegangen war, entstand eine weitere Herrschaftsgrenze. In den Jahren 1767 und 1825 erfolgten Revisionen des Grenzverlaufs zu den weltlichen Herrschaften, an der Grenze zwischen dem Bistum und dem Kapitel geschah dies nicht.
Nach der Aufhebung der Patrimonialherrschaften bildete Dražovice ab 1850 eine Gemeinde in der Bezirkshauptmannschaft Wischau. 1897 gründete sich die Freiwillige Feuerwehr Dražovice und 1919 der Turnverein Sokol. Im 20. Jahrhundert veränderte sich das Ortsbild deutlich. Dražovice war zuvor von großen Wiesenflächen umgeben, die sich zunehmend verringerten. 1946 konstatierte der Lehrer Krejčíř, dass die Gemeindefluren aus 420 ha Feldern, 43 ha Wäldern und nur noch 18 Wiesen bestanden. Dieser Trend setzte sich durch weitere Umwandlung von Weide- in Ackerland fort und der Oberlauf des Dražovický potok einschließlich seiner Quelle wurde kanalisiert. Der Teich am Dorfplatz wurde trockengelegt und an seiner Stelle mehrere Brunnenanlagen sowie das Bebauungsgebiet Na rybníkách angelegt. Zwischen 1949 und 1959 war das Dorf dem Okres Bučovice zugeordnet und kam nach dessen Aufhebung wieder zum Okres Vyškov zurück. In Dražovice bestehen heute eine Grundschule und ein Kindergarten.

## Gemeindegliederung
Für die Gemeinde Dražovice sind keine Ortsteile ausgewiesen.

## Sehenswürdigkeiten
- Pfarrkirche Geburt Johannes des Täufers, errichtet 1888–1889
- Statue des hl. Johannes von Nepomuk, auf dem Pfarrhof
- barockes Pfarrhaus, erbaut 1792
- Nationales Naturreservat Větrníky, östlich des Dorfes am Südwesthang des Větrník
- Wallfahrtskapelle der Sieben Schmerzen Mariens am Lutršték südwestlich des Dorfes, erbaut 1867 bis 1877
- Kapelle an der Quelle am Lutršték
- Naturschutzgebiet Stepní stráň u Komořan am Westhang der Malé Strany
- Naturdenkmal Mechovkový útes bzw. Štogrunty an den Malé Strany

## Persönlichkeiten

### Söhne und Töchter der Gemeinde
- František Hála (1893–1952), katholischer Priester und Minister in der ersten Regierung nach dem Zweiten Weltkrieg

### In der Gemeinde wirkten und lebten
- Anton Cyril Stojan, er war von 1888 bis 1908 Pfarrer in Dražovice